# 維也納鎮區 (明尼蘇達州羅克縣)
維也納鎮區（英語：Vienna Township）是位於美國明尼蘇達州羅克縣的一個行政鎮區。

## 歷史
維也納鎮區於1874年設立，得名自奧地利首都維也納。

## 地方資料
維也納鎮區的面積為90.58平方千米，皆為陸地。根據2020年美國人口普查的數據，當地共有人口155人，而人口密度為每平方千米1.71人。